# 科爾米足球會
科爾米足球會（英語：Qormi Football Club），是一支位於馬耳他戈尔米的足球會，目前於马耳他全国业余联赛角逐。

## 外部連結
- SoccerWay Club Profile （页面存档备份，存于） （英文）